# 100 metres (pel·lícula)
100 metres és una pel·lícula espanyola dirigida per Marcel Barrena. Va ser estrenada a Espanya el 4 de novembre de 2016 amb un èxit. Va ser venuda a Netflix per a la seva explotació internacional en una de les majors compres de la plataforma en el cinema espanyol. La pel·lícula ha estat reconeguda amb nominacions als Premis Goya, Forqué, Gaudí, a Tolosa i ha aconseguit reconeixements humanístics i científics com el Premi de la Societat Espanyola de Neurologia, un premi ONCE Solidari, etc. Ha estat doblada al català.
Malgrat no ser distribuïda per una major i no tenir finançament de televisió privada, la pel·lícula va aconseguir més de 400.000 espectadors als cinemes. 1.950.000 milions d'euros a taquilla i grans beneficis en vendes internacionals.

## Argument
Basada en la història real de Ramon Arroyo, un home a qui tot li anava bé fins que el seu cos va començar a fallar. Després de múltiples proves li diagnostiquen una malaltia autoimmunitària anomenada esclerosi múltiple. Després dir-li que en un any no podria ni caminar 100 metres, llavors va voler córrer un ironman.

## Repartiment
- Dani Rovira com Ramón.
- Karra Elejalde com Manolo.
- Alexandra Jiménez com Inma.
- David Verdaguer com Mario.
- Maria de Medeiros com Noelia.
- Andrés Velencoso
- Clara Segura com Berta.
- Bruno Bergonzini com Martín.
- Mireia Rey com Pili jove.

## Premis
31a edició dels Premis Goya
| Categoria                   | Nominats       | Resultat |
| --------------------------- | -------------- | -------- |
| Millor actor de repartiment | Karra Elejalde | Nominat  |

9a edició dels Premis Gaudí
| Categoria                                | Nominats                                        | Resultat  |
| ---------------------------------------- | ----------------------------------------------- | --------- |
| Millor pel·lícula en llengua no catalana | Marcel Barrena                                  | Nominada  |
| Millor guió                              | Marcel Barrena                                  | Nominat   |
| Millor so                                | Marc Orts, Carlos Alberto Lopes i Branko Neskov | Nominats  |
| Millor direcció de producció             | Teresa Gefaell i Alberto Álvarez                | Nominats  |
| Millors efectes visuals                  | Àlex Villagrasa                                 | Nominat   |
| Millor maquillatge i perruqueria         | Patricia Reyes i Alba Guillén                   | Nominades |
| Millor actor secundari                   | Karra Elejalde                                  | Guanyador |
| Millor actor secundari                   | David Verdaguer                                 | Nominat   |
| Millor actor secundari                   | Bruno Bergonzini                                | Nominat   |
| Millor actriu secundària                 | Alexandra Jiménez                               | Nominada  |
| Millor actriu secundària                 | Clara Segura                                    | Nominada  |

22a edició dels Premis Forqué
| Categoria                              | Nominats       | Resultat |
| -------------------------------------- | -------------- | -------- |
| Premi al Cinema i l'Educació en Valors | Marcel Barrena | Nominada |

Festival de Cinema d'Espanya de Tolosa de Llenguadoc
| Categoria         | Nominats       | Resultat   |
| ----------------- | -------------- | ---------- |
| Premi del Público | Marcel Barrena | Guanyadora |

Festival Internacional de Cinema d'Almeria
| Categoria                 | Nominats       | Resultat   |
| ------------------------- | -------------- | ---------- |
| Segona Millor Opera Prima | Marcel Barrena | Guanyadora |